# Marc Berdoll
Marc Berdoll (Trélazé, 1953. április 6. –) válogatott francia labdarúgó, csatár.

## Pályafutása

### Klubcsapatban
A Foyer de Trélazé csapatában kezdte a labdarúgást. 1968-ban mutatkozott be az Angers első csapatában, ahol nyolc idényen át játszott. Az 1976–77-es idényben a nyugatnémet 1. FC Saarbrücken játékosa volt. 1977-ben hazaszerződött az Olympique Marseille együtteséhez. 1980 és 1982 ismét az Angers labdarúgója volt. 1982-ben az Amiens SC, 1982 és 1985 között az US Orléans csapatában szerepelt. 1985-ben vonult vissza az aktív labdarúgástól.

### A válogatottban
1973 és 1979 között 16 alkalommal szerepelt a francia válogatottban és öt gólt szerzett. Részt vett az 1978-as argentínai világbajnokságon.

## Sikerei, díjai
Angers SCO
- Francia bajnokság (másodosztály, Ligue 2)
  - bajnok: 1975–76